# You Look Marvelous
You Look Marvelous (anche Mahvelous) è un singolo comico dance del 1985 dell'attore, comico e regista Billy Crystal tratto dal suo album di stand-up comedy Mahvelous! e basato liberamente sul suo personaggio interpretato durante la sua permanenza come membro del cast dello show Saturday Night Live dal 1984 al 1985 (dopo averlo condotto per ben due volte nel solo 1984) di Fernando, un ingenuo e adorabile ma idiotico donnaiolo ispirato dal più noto Fernando Lamas che prima appare come anchorman del segmento Saturday Night News (l'ex Weekend Update in quel momento, poiché Lorne Michaels, creatore dello show e originatore del segmento, aveva lasciato il programma anni prima per poi tornarci solamente nel 1985) e poi come personaggio autonomo, conduttore del suo proprio segmento Fernando's Hideaway, dove intervista nella sua tipica maniera complimentaria le star del momento, e le elogia sempre dicendole che sono ''marvelous'' (meravigliosi), talvolta parlando anche di sè e dei consigli che suo padre gli narrava per essere bello come lui.
Crystal è l'autore del testo della canzone, mentre il collega comico e musicista Paul Shaffer (anche lui membro del cast dello stesso Saturday Night Live dal 1975 al 1980) cura l'arrangiamento e la melodia molto synth della canzone e che unisce anche sontuose melodie al pianoforte per raccontare delle peripezie amorose e folli di questo adorabile personaggio divenuto cult della lunga serie di personaggi interpretati da Crystal.

## Videoclip
Il videoclip della canzone, girato dal noto regista Jerry Kramer (famoso maggiormente per i suoi lavori con Michael Jackson), si ambienta proprio nell'Fernando's Hideaway di proprietà del protagonista, e nel corso del video si vede lo stesso provare a sedurre le donne del locale, alternando le immagini dello stesso Fernando a molti dei iconici personaggi di Crystal (questi quasi tutti nati sotto la sua partecipazione al SNL) e a un cameo a sorpresa di Sting.
Influenzato dai ritmi latino-americani nel corso del brano vengono usati un pianoforte, un coro femminile, sintetizzatori e dei speciali strumenti che ripropongono delle ritmalità latine, anche a influenzare le origini latinoamericane di Fernando.

## Riferimenti
Nel corso della canzone Fernando fa molte citazioni vecchio stile, anche data la natura del suo personaggio, tuttavia abbracciando la cultura giovanile e dicendo di amare quel idolo dei giovani Eddie Van Heflin però confondendo i nomi del noto chitarrista e del notissimo attore anni 50'.
Nella versione estesa della canzone, della durata di 7 minuti e 33 (12'Extended Version), Fernando fa un monologo più lungo, cosa introvabile nella versione base della canzone, della durata di 4 minuti e 10.

## Le critiche alle dive del momento
Nel corso della canzone le coriste del brano domandano a Fernando il parere sulle star e dive dell'momento. Queste sono:
(Cyndi Lauper?)
Marvelous
(Tina Turner?)
Still marvelous
(Jayne Meadows?)
She's marvelous
(Grace Jones?)
Humongous
(Cher?)
Marvelous
(Chaka Khan?)
Marvelous
(Vanity?)
Marvelous
(Apollonia?)
Ditto
(Madonna?)
Her belly button is absolutely marvelous!

## Tracce
1. You Look Marvelous - 4:10
2. You Look Marvelous (12 Extended Version) - 7:33
3. You Look Marvelous (12 Dub Edition) - 7:26

## Organico
- Paul Shaffer - arrangiamento, organizzazione, co-autore del testo
- Billy Crystal - autore del testo, cantante (Nei panni di Fernando)